# Siyasatnama
Siyāsatnāma / Siyāsat nāmeh (en persa: سياست نامه, Llibre de govern), també conegut com Siyar al-muluk, és l'obra més famosa de Nidham-al-Mulk, el fundador de les escoles Nizamiyya a la Pèrsia medieval i visir dels sultans seljúcides Alp Arslan i Màlik-Xah I. Al-Mulk tenia un "poder immens" com a principal administrador de la dinastia Seljúcida durant un període de més de 30 anys, i fou responsable d'establir formes de govern i administració genuïnament perses que durarien per segles. Gran part del seu estudi sobre la manera de governar forma part del Siyasatnama, el qual, en la tradició d'escriptura islamicopersa, és conegut com l'Espill de prínceps.
Escrit en persa i compost en el segle xi, el Siyasatnama s'elaborà quan Màlik-Xah va demanar que els seus ministres escriguessen llibres sobre el govern, l'administració i els problemes que enfrontava la nació. El tractat compilat per al-Mulk, però, va ser l'únic que va rebre aprovació i fou acceptat com a component de "la llei de la constitució de la nació". Conté 50 capítols relatius a la religió, política i altres temes de l'època, dels quals els darrers 11 capítols (escrits poc abans de l'assassinat de Nizam) s'enfocaven en els perills que enfrontava l'imperi i en particular la creixent amenaça dels ismaïlites. El tractat també pretén guiar el governant respecte a la realitat del govern i com hauria d'exercir-lo; es refereix al "correcte acompliment dels soldats, la policia, els espies i els oficials de finances" i dona consells ètics fent èmfasi en la necessitat que el governant siga just i piadós. Al-Mulk defineix detalladament el que ell considera justícia, és a dir, que totes les classes reben el que els correspon, i que els febles siguen protegits; quan siga possible, la justícia és definida tant pel costum com per la xaria i el governant ret comptes davant Déu.
També, sovint se citen anècdotes d'herois de les cultures islàmica i persa (com ara de Mahmud de Ghazna i Còsroes I) com a exemples d'hòmens bons i virtuosos. Es considera que Siyasatnama mostra l'actitud de l'elit persa del segle xii respecte al passat de la seua civilització, així com també documenta els mètodes de la burocràcia i fins a quin punt estava influenciada per les tradicions preislàmiques.
La còpia més antiga que es conserva d'aquesta obra es troba a la Biblioteca Nacional de Tabriz, a l'Iran. Es traduí al francès el 1891.